# Karl Johannes Lierfeld

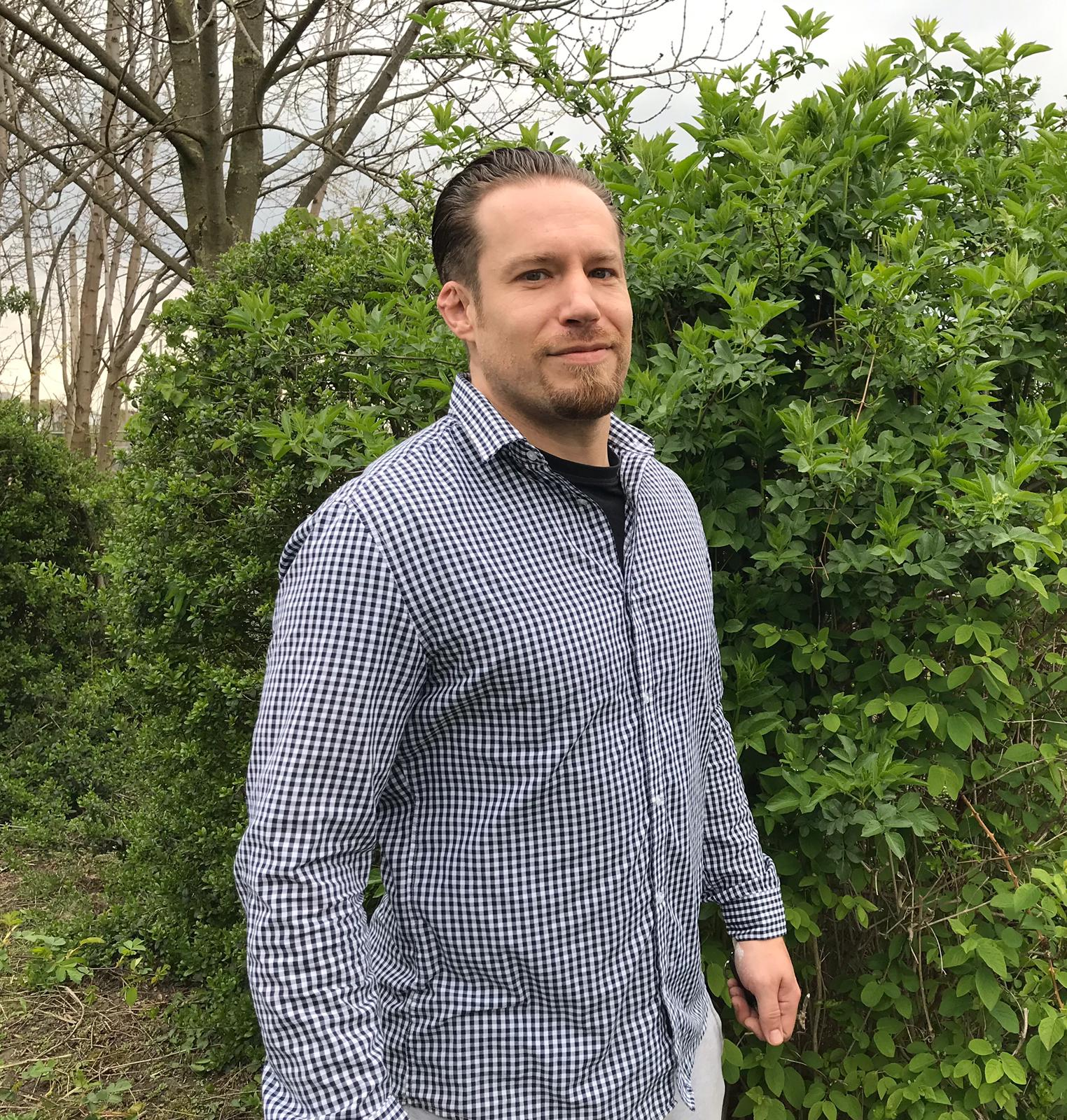
Karl Johannes Lierfeld

Karl Johannes Lierfeld (* 1977 in Köln) ist ein deutscher Autor, Dozent und Unternehmer.

## Leben
Lierfeld debütierte 2005 als Drehbuchautor mit Später Ruhm, der Pilot-Episode zur 5. Staffel der ZDF-Krimiserie SOKO Köln. Es folgte die Entwicklung mehrerer Serienkonzepte für ProSieben und Sat.1 im Auftrag von Studio Hamburg (hier war Lierfeld u. a. an der Thriller-Serie Deadline beteiligt). 2009 wurde der von Johannes Lierfeld und Marcus Overbeck geschriebene Science-Fiction-Thriller 2012 mit dem Westfälischen Filmpreis ausgezeichnet.
Lierfeld promovierte im Jahr 2015 an der Universität zu Köln zum Dr. phil. Der Titel der Dissertation lautet: Scripted Warfare 9/11 – Interferenzen zwischen Terror, Medien und Kino in der Post-9/11-Ära.
2017 erfolgte das Debüt als Romanautor (gemeinsam mit dem KI-Entwickler Scott Cote) mit dem englischsprachigen Science-Thriller MEDICA.
2018 veröffentlichte Lierfeld mit Artificial Superintelligence: Utopias, Dystopias, Disruptions sein ebenfalls englischsprachiges Sachbuchdebüt, ein Beitrag zur Rationalisierung des Singularitäts-Diskurses.

## Filmographie (als Drehbuchautor/Konzeptautor)
- 2005: Später Ruhm: S05E01 Soko Köln, Network Movie für das ZDF
- 2006: Grenzgänger: Serienkonzeptentwicklung für Studio Hamburg
- 2007: Patt: Episodendrehbuch für die Krimiserie Deadline, Studio Hamburg für Sat.1
- 2009: 2012: Science-Fiction-Thriller; Regie: Marcus Overbeck (KHM)

## Weitere Publikationen
- 2019: Kampf um die Werte (Böning / Ellrich et al.) – Anthologiebeitrag „Auf der Suche nach verbindlichen menschlichen Kernwerten“, Wien 2019
- 2019: Why Nano-Ethics matter. In: Boehm, Frank: Nanotechnology, Nanomedicine and AI: Toward the Dream of Global Health Care Equivalency. CRC Press, Boca Raton, 2019
- Karl Johannes Lierfeld: Künstliche Superintelligenz und/oder Ethik. Utopien, Dystopien, Disruptionen. 2019; Projekt Verlag; ISBN 978-3-89733-486-1